# Eremorhax magnus
Espèce
Synonymes
- Datames magna Hancock, 1888
- Eremopus mexicanus Roewer, 1934

Eremorhax magnus est une espèce de solifuges de la famille des Eremobatidae.

## Distribution
Cette espèce se rencontre aux États-Unis au Texas et au Nouveau-Mexique et au Mexique au Chihuahua,.

## Description
Eremorhax magnus mesure de 27 à 42 mm.

## Publication originale
- Hancock, 1888 : Description of Datames magna Hancock. Proceedings of the American Philosophical Society, vol. 25, p. 107-110 (texte intégral).